# Село санатория «Алкино»

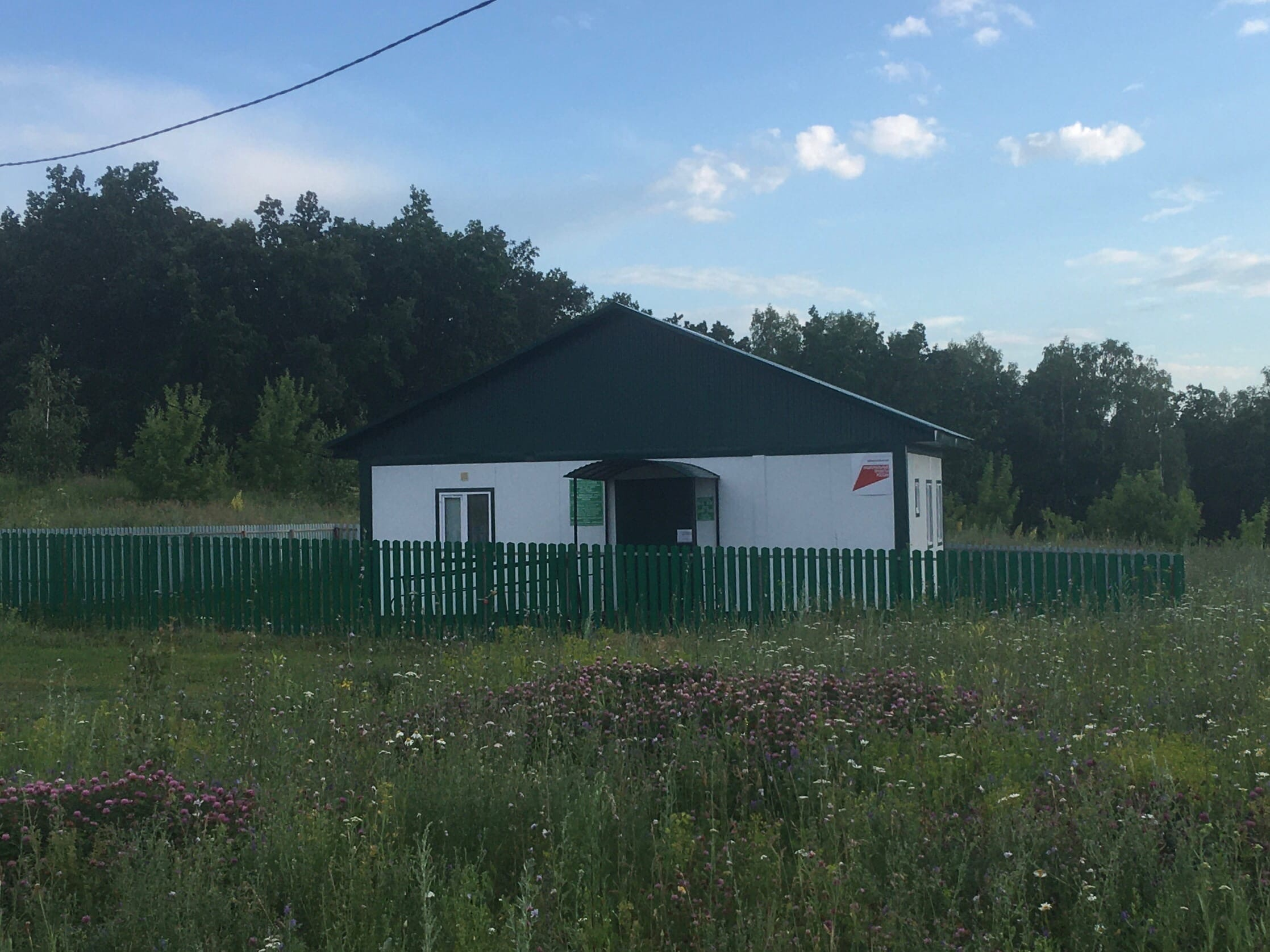
Амбулатория

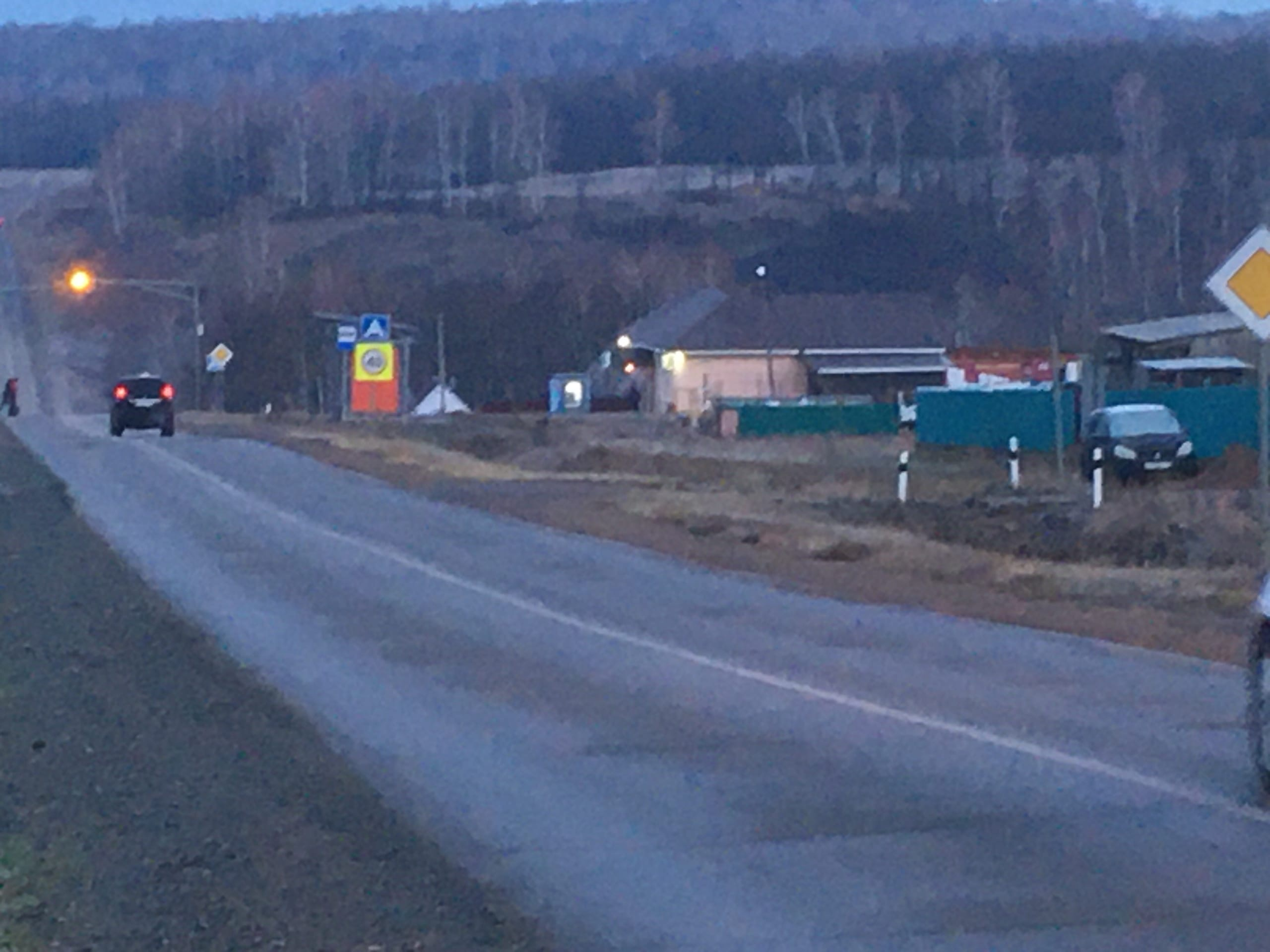
Один из магазинов

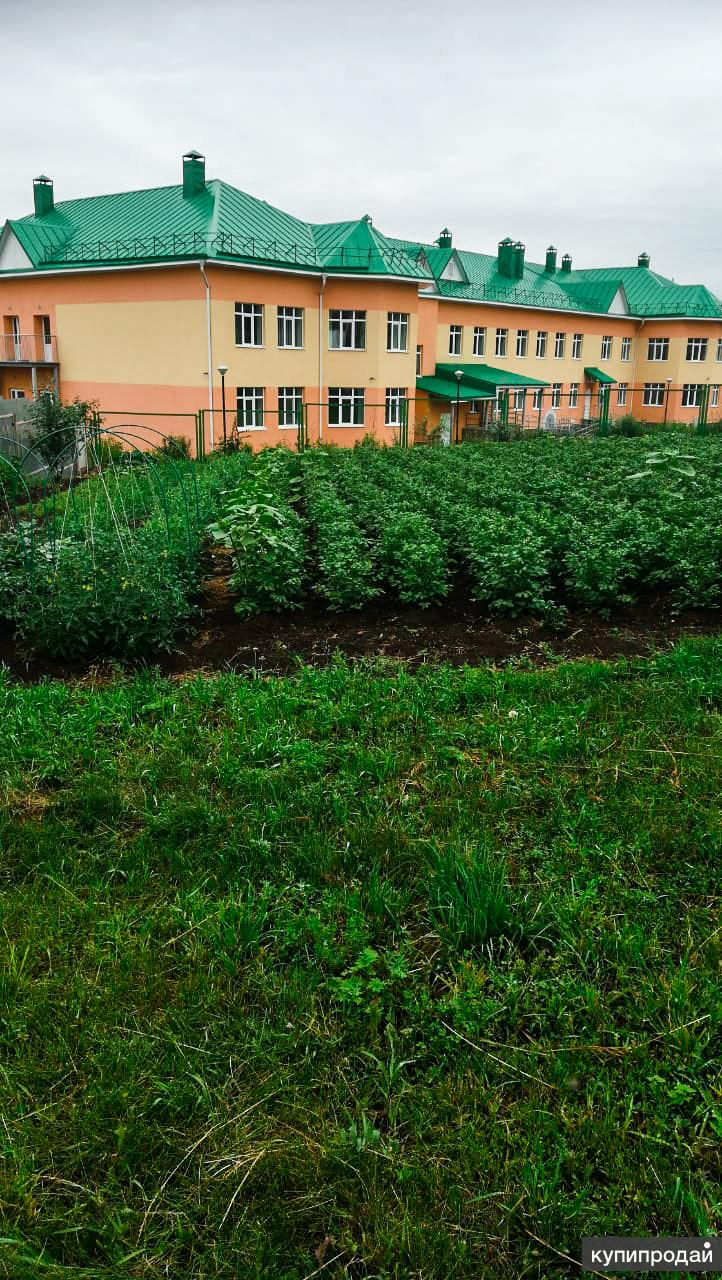
Детский сад «Теремок», совмещенный с начальной школой

Село санатория «Алкино» (баш. "Әлкә" шифаханаһы ауылы) — село в Чишминском районе Башкортостана. Входит в Алкинский сельсовет.
Официальное название практически не применяется. Обиходное название Санаторий «Алкино» (баш. "Әлкә" шифаханаһы).

## Географическое положение
Расстояние до:
- районного центра (Чишмы): 23 км,
- центра сельсовета (Узытамак): 2 км,
- ближайшей ж/д станции (Алкино): 1 км.

## Население
| 2002 | 2009 | 2010 |
| ---- | ---- | ---- |
| 422  | ↗475 | ↘432 |

## Инфраструктура
На территории новой части села расположено два продуктовых магазина («Корзинка» и «Пятерочка»), ПВЗ «Вайлдберриз», ПВЗ «Озон», парикмахерская, автобусная остановка, шиномонтаж, строительный хозяйственный магазин, детская площадка, амбулатория (ФАП), детский сад «Теремок», совмещённый с начальной школой.

## Религия
В селе есть мечеть.